# Топлічень (комуна)
Топлічень, Топлічені (рум. Topliceni) — комуна у повіті Бузеу в Румунії. До складу комуни входять такі села (дані про населення за 2002 рік):
- Бебень (1129 осіб)
- Гура-Феджетулуй (125 осіб)
- Дедулешть (960 осіб)
- Пошта (498 осіб)
- Редучешть (411 осіб)
- Топлічень (1229 осіб) — адміністративний центр комуни
- Чайру (77 осіб)

Комуна розташована на відстані 129 км на північний схід від Бухареста, 31 км на північний схід від Бузеу, 79 км на захід від Галаца, 112 км на схід від Брашова.

## Населення
За даними перепису населення 2002 року у комуні проживали 4429 осіб.
Національний склад населення комуни:
| Національність | Кількість осіб | Відсоток |
| -------------- | -------------- | -------- |
| румуни         | 4404           | 99,4%    |
| цигани         | 21             | 0,5%     |
| угорці         | 3              | 0,1%     |
| греки          | 1              | < 0,1%   |

Рідною мовою назвали:
| Мова      | Кількість осіб | Відсоток |
| --------- | -------------- | -------- |
| румунська | 4419           | 99,8%    |
| циганська | 8              | 0,2%     |
| угорська  | 1              | < 0,1%   |
| грецька   | 1              | < 0,1%   |

Склад населення комуни за віросповіданням:
| Релігія            | Кількість осіб | Відсоток |
| ------------------ | -------------- | -------- |
| православні        | 4313           | 97,4%    |
| адвентисти         | 99             | 2,2%     |
| римо-католики      | 4              | 0,1%     |
| старообрядці       | 3              | 0,1%     |
| п'ятдесятники      | 1              | < 0,1%   |
| баптисти           | 1              | < 0,1%   |
| бретрени           | 1              | < 0,1%   |
| лютерани           | 1              | < 0,1%   |
| не релігійні       | 1              | < 0,1%   |
| не вказали релігію | 2              | < 0,1%   |